# Sainte-Radegonde (Saône-et-Loire)
Sainte-Radegonde település Franciaországban, Saône-et-Loire megyében. Lakosainak száma 149 fő (2022. január 1.). Sainte-Radegonde Montmort, Issy-l’Évêque, Toulon-sur-Arroux és Uxeau községekkel határos.

## Népesség
A település népessége az elmúlt években az alábbi módon változott:
| Lakosok száma | 175  | 164  | 159  | 154  | 150  | 147  | 147  | 148  | 149  |
|               | 2013 | 2015 | 2016 | 2017 | 2018 | 2019 | 2020 | 2021 | 2022 |